# Anastasio Bustamante

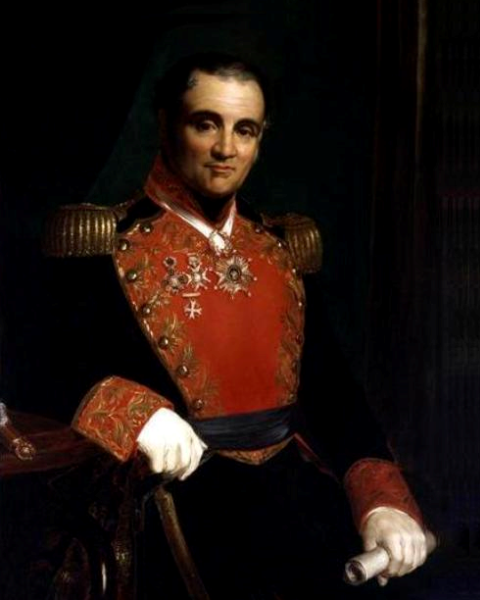
Anastasio Bustamante y Oseguera

Anastasio Bustamante y Oseguera (* 27. Juli 1780 in Jiquilpan de Juárez, Michoacán; † 6. Februar 1853 in San Miguel de Allende, Querétaro) war dreimal Präsident von Mexiko: von 1830 bis 1832, von 1837 bis 1839 und von 1839 bis 1841. Er war ein Konservativer. Beim ersten Mal gelangte er durch einen von ihm angeführten Staatsstreich gegen den Präsidenten Vicente Guerrero an die Macht. Bustamante wurde zweimal abgesetzt und ging danach jeweils nach Europa ins Exil.

## Leben

### Jugend und Ausbildung
Die Arbeit seines Vaters José María bestand darin, Schnee von den Vulkanen Colimas nach Guadalajara zu schaffen. Dennoch war er in der Lage, seinem Sohn eine gute Ausbildung zu ermöglichen. Im Alter von 15 Jahren trat Anastasio Bustamante ins Priesterseminar von Guadalajara ein. Nach Abschluss seiner Ausbildung ging er nach Mexiko-Stadt, um Medizin zu studieren. Nach bestandener Abschlussprüfung zog er nach San Luis Potosí und arbeitete dort als Direktor des Krankenhauses San Juán de Diós.
1808 trat er als Kavallerieoffizier in die königliche Armee ein und diente unter dem Kommando von Félix María Calleja. Als General Calleja 1810 die Armee mobilisierte, um die Rebellen unter Miguel Hidalgo zu bekämpfen, war Bustamante auf Seite der Royalisten an allen Aktionen der Zentralarmee beteiligt. Während des Unabhängigkeitskrieges stieg er zum Oberst auf.

### Das Erste Reich
Am 19. März 1821 rief Bustamante in Pantoja, Guanajuato, die Unabhängigkeit von Spanien aus. Damit unterstützte er seinen Freund Agustín de Iturbide. Einige Tage später entfernte er die abgetrennten Köpfe der Führer des Aufstandes von 1810, die an den Ecken der Alhóndiga de Granaditas in Guanajuato aufgehängt waren, und ließ sie auf dem Friedhof San Sebastián begraben.
Iturbide ernannte ihn zum Kommandeur der Kavallerie, zweiten Befehlshaber der Zentrumsarmee und zum Mitglied der regierenden Junta. Am 28. September 1821 wurde er zum Feldmarschall und General der Provincias Internas de Oriente y Occidente ernannt. Er bekämpfte und schlug dabei  ein spanisches Expeditionskorps bei Xichu.
Beim Zusammenbruch des von Iturbide errichteten Kaiserreiches 1823 schlug er sich auf die Seite der Föderalisten, wofür er verhaftet und in Acapulco gefangen gehalten wurde. Doch Präsident  Guadalupe Victoria übertrug ihm anschließend wieder das Kommando der Provincias Internas.

### Präsident der Republik

#### Erste Amtszeit
Unter dem Plan de Perote wurde Bustamante im Dezember 1828 vom Kongress zum Vizepräsidenten der Republik unter Präsident Vicente Guerrero gewählt. Er trat sein Amt am 1. April 1829 an, doch überwarf er sich schnell mit Guerrero. Gemäß dem Plan de Jalapa erhob er sich am 4. Dezember 1829 gegen den amtierenden Präsidenten und vertrieb ihn aus der Hauptstadt. Am 1. Januar 1830 übernahm er übergangsweise die Präsidentschaft. Der Kongress erklärte daraufhin Guerrero für „unfähig die Regierungsgeschäfte zu führen“.
Sobald er im Amt war, entließ Bustamante alle Regierungsangestellten, die nicht das Vertrauen der „öffentlichen Meinung“ hatten. Er gründete eine Geheimpolizei und unternahm Schritte, die Presse zu unterdrücken. In diesem Zuge schickte er einige seiner Konkurrenten ins Exil und verwies den US-amerikanischen Botschafter Joel Poinsett des Landes. Er war zudem in die Entführung und Hinrichtung seines Vorgängers Guerrero verwickelt. Weiterhin wurden von ihm die Industrie und der Klerus unterstützt.
Diese und andere Maßnahmen riefen allerdings Widerstand hervor, insbesondere in den Staaten Jalisco, Zacatecas und Texas. 1832 brach in Veracruz ein Aufstand aus. Die Rebellen baten Antonio López de Santa Anna, das Kommando zu übernehmen. Als ihre ersten Forderungen erfüllt worden waren (der Rücktritt einiger Minister Bustamantes), forderten sie auch den Rücktritt des Präsidenten. Sie beabsichtigten, ihn durch Manuel Gómez Pedraza zu ersetzen, dessen Wahl 1828 annulliert worden war.
Bustamante übergab die Präsidentschaft am 14. August 1832 an Melchor Múzquiz und verließ die Hauptstadt, um die Rebellen zu bekämpfen. Er schlug sie am 14. August bei Gallinero, Dolores Hidalgo, Guanajuato, und kehrte zurück, um gegen Santa Anna zu kämpfen, der sich Puebla näherte. Nach zwei weiteren Schlachten unterzeichneten die drei Kandidaten Bustamante, Santa Anna und Gómez Pedraza die Verträge von Zavaleta (21.–23. Dezember), die besagten, dass Gómez Pedraza Präsident werden und Neuwahlen abhalten sollte. Ebenso wurde hierbei vereinbart, dass Bustamante ins Exil gehen sollte, was er 1833 auch tat.

#### Zweite Amtszeit
Während seines Exils in Frankreich besuchte er militärische und medizinische Einrichtungen und bildete sich fort. Im Dezember 1836 wurde er von Präsident José Justo Corro zurückgerufen, um im texanischen Unabhängigkeitskrieg zu kämpfen. Doch sobald er sich wieder im Land befand, erklärte ihn der Kongress am 17. April 1837 zum Präsidenten.
Da die Staatskasse leer und die Armee nach einer Serie von Aufständen erschöpft war, waren Bustamantes Möglichkeiten, der Krise militärisch zu begegnen, begrenzt. Frankreich setzte am 21. März 1838 ein Ultimatum und begann am 16. April die Blockade der Häfen am Golf von Mexiko. Am 27. November erklärte Frankreich den Krieg (den Kuchenkrieg), bombardierte San Juan de Ulúa und besetzte schließlich am 5. Dezember Veracruz.
Ungefähr zur gleichen Zeit besetzte der guatemaltekische General Miguel Gutiérrez den mexikanischen Bundesstaat Chiapas. Bustamante ließ sein Amt als Präsident vorübergehend ruhen (vom 20. März bis 18. Juli 1839), um die Rebellen um General José Urrea in Tamaulipas zu bekämpfen. In seiner Abwesenheit dienten Santa Anna and Nicolás Bravo als Präsidenten.

#### Dritte Amtszeit
Bustamante wurde am 9. Juli 1839 wieder Präsident und hielt sich bis zum 22. September 1841 im Amt. In dieser Amtszeit wurden diplomatische Beziehungen mit Spanien aufgenommen, die Grenze zwischen Yucatán und Belize festgelegt, Verträge mit Belgien und Bayern unterzeichnet und die diplomatischen Beziehungen mit den Vereinigten Staaten wieder aufgenommen.
Am 15. Juli 1840 floh General Urrea aus dem Gefängnis und führte eine Streitmacht gegen Bustamante im Nationalpalast. Zunächst widerstand Bustamante, doch am 16. musste er, begleitet von 28 Dragonern, fliehen. Während dieser Belagerung wurde die südöstliche Ecke des Palastes durch Artillerie zerstört. Bustamante gab jedoch nicht sein Präsidentenamt auf.
Zur gleichen Zeit brach ein Aufstand in Yucatan aus und Mexiko erkannte die Unabhängigkeit von Texas an.
Im August 1841 begannen Santa Anna und Paredes, die Militärbefehlshaber von Veracruz und Jalisco, eine neue Rebellion gegen Bustamante. Am 2. September übergab dieser die Regierung an Francisco Javier Echeverría. Doch Echeverría hielt sich nur bis zum 10. Oktober, als Santa Anna wieder die Präsidentschaft übernahm.

### Späteres Leben
Bustamante ging erneut ins Exil nach Europa, diesmal nach Italien. 1845 kehrte er nach Mexiko zurück, um seine Hilfe bei der Krise mit den Vereinigten Staaten anzubieten. 1846 wurde er Präsident des Kongresses. Im selben Jahr wurde er zum General des Expeditionskorps ernannt, das Kalifornien gegen die Vereinigten Staaten verteidigen sollte, doch mangels Ressourcen gelang es ihm nicht, Kalifornien zu erreichen. 1848 unterdrückte er Aufstände in Guanajuato und Aguascalientes.
Den Rest seines Lebens verbrachte er in San Miguel de Allende, wo er 1853 im Alter von 72 Jahren starb. Sein Herz wurde nach Mexiko-Stadt in die Kapelle von San Felipe de Jesús gebracht, neben die Asche des Kaisers Iturbide.